# 남상호
남상호(南相浩, 1953년 8월 9일 ~ )는 충북 괴산 출신의 대한민국의 소방공무원이다. 1980년 제2기 소방간부후보생으로 임관하여 중앙소방학교 연구실장, 충남천안소방서장, 충북소방본부장, 소방방재청 출범준비단 총괄팀장을 거쳐 행정자치부 소방국장으로 퇴직하였다. 이후 2013년 대전대학교 소방방재학과 교수로 재직중 박근혜 정부의 첫번째 소방방재청장(6대)으로 임명되었다. 조성완 소방방재청 차장은 2014년 10월 28일 정부조직개편을 앞두고 있는 상황에서 돌연 사의를 표명하고 명예퇴직을 신청하였고 남상호 청장도 30일 사표를 제출하였다. 청장, 차장 모두 2014년 10월 31일자로 면직되었으며 정부조직법 개정안 등에 대한 소방관들의 반발에 미온적으로 대응해온 데 대한 경질성 문책 인사로 추측되었다.

## 학력
- 1972년 : 청주상업고등학교
- 1981년 : 동국대학교 경찰행정학 학사
- 1992년 : 충남대학교 대학원 일반행정학 석사
- 2010년 : 용인대학교 대학원 경호학 박사

## 경력
- 1980 : 제2기 소방간부후보생
- 1996 : 중앙소방학교 연구실장
- 1997 : 충남천안소방서장
- 1999.08 ~ 2001.02 : 충북소방본부장
- 2001.12 ~ 2003.07 : 행정자치부 소방본부 예방과장
- 2003.07 ~ 2004.06 : 소방방재청 출범준비단 총괄팀장
- 2003.07 ~ 2004.06 : 행정자치부 중앙긴급구조본부통제단장
- 2003.07 ~ 2004.06 : 행정자치부 중앙소방안전기술위원회 위원장
- 2003.07 ~ 2004.06 : 행정자치부 소방국장
- 2005.06 ~ 2008.07 : 아시아소방검정기간협의회 의장
- 2008.03 ~ 2012.02 : 중앙대학교 산업창업경영대학원 겸임교수
- 2008.03 ~ 2012.02 : 한밭대학교 소방설비공학과 외래교수
- 2012.04 ~ : 대전대학교 공과대학 소방방재학과 교수
- 2013.03 ~ 2014년 10월 30일: 제6대 소방방재청장

## 수상
- 1998년 : 근정포장

## 광주광역시 소방헬기 추락 사고 관련 논란
광주광역시 소방헬기 추락 사고로 순직한 이은교 소방교가 사고 발생 1시간 전 자신의 페이스북에 대한민국 소방공무원 4만여명 가운데 260여명만 국가직일 뿐 나머지는 지방직이며 이로 인해 만성적인 소방 예산 부족과 노후 장비화 문제 등이 나타나고 있다는 요지의 글을 올린 것으로 밝혀져 소방공무원 처우 개선 문제에 대한 논란이 일었다. 2014년 7월 20일 오전 강원 춘천시 장례식장에서 순직 소방관들의 조문을 마치고 나가던 정홍원 총리 앞에 순직 소방관들의 동료들이 갑자기 무릎을 꿇고 엎드려 소방직 공무원들의 처우개선을 요구하였다. 이들은 "소방대원들을 좀 살려달라, 우리 소방 조직을 언제까지 이렇게 놔두시겠느냐"며 "우리 대원들이 헬기를 타고 나가서 아직 돌아오지 않고 있다"고 호소하였고 정홍원 총리는 "충분히 알겠다"고 이들을 일으켜 세웠다. 함께 있던 남상호 소방방재청장은 이들에게 "소방공무원이냐"고 물으며 "소방공무원이 왜 이러느냐"고 다그쳤다. 이러한 발언으로 인해 열악한 소방공무원의 처우 개선 문제에 관심이 없다는 비판을 받았다.